# アンティキティラ島
アンティキティラ島（アンティキティラとう、ギリシア語: Αντικύθηρα / Antikythira　発音: ギリシア語発音: [andiˈciθira]）は、ギリシャのペロポネソス半島とクレタ島との間に所在する地中海上の島。キティラ島の南東38 kmに位置する。古代の複雑な歯車式機械「アンティキティラ島の機械」がその近海で発見されたことで知られる。なお、歴史的な経緯からイオニア諸島のひとつに数えられる。

## 名称
島の名前は、その位置関係から「キティラ島に向き合う（対抗する）もの」という意味のギリシャ語に由来する。キティラ島がラテン文字でさまざまな綴りを持つのと同様に、この島も Antikythera, Anticythera など多様に記される。
カナ表記では「アンティキティラ」とされることが多いが、現代ギリシャ語の発音からは「アンディキティラ」がより近い転記となる。このほか、カナ転記では「アンティキシラ」「アンティキテラ」なども用いられる。

## 地理
アンディキティラ島は、キティラ島の南東38km に位置する。縦10.5 km、横3.4 kmの菱形をしており、広さ20.43 km2である。アンディキティラ島とクレタ島の間の海は、アンディキティラ海峡と呼ばれる。キティラ島とアンディキティラ島は、エーゲ海（クレタ海）の西南の境界ともなっている。
アンディキティラ島は、その地理的な位置から渡り鳥が移動の途中に立ち寄る重要な地点であり、また多くの鳥の生息地である。島にはエレオノラハヤブサの世界最大の繁殖地がある。
2001年度の国勢調査によれば、島の人口は44人。最大の集落は島の北端にあって港を擁するポタモース（Ποταμός / Potamós、人口18人）である。
- ポタモス
- 城跡

## 歴史

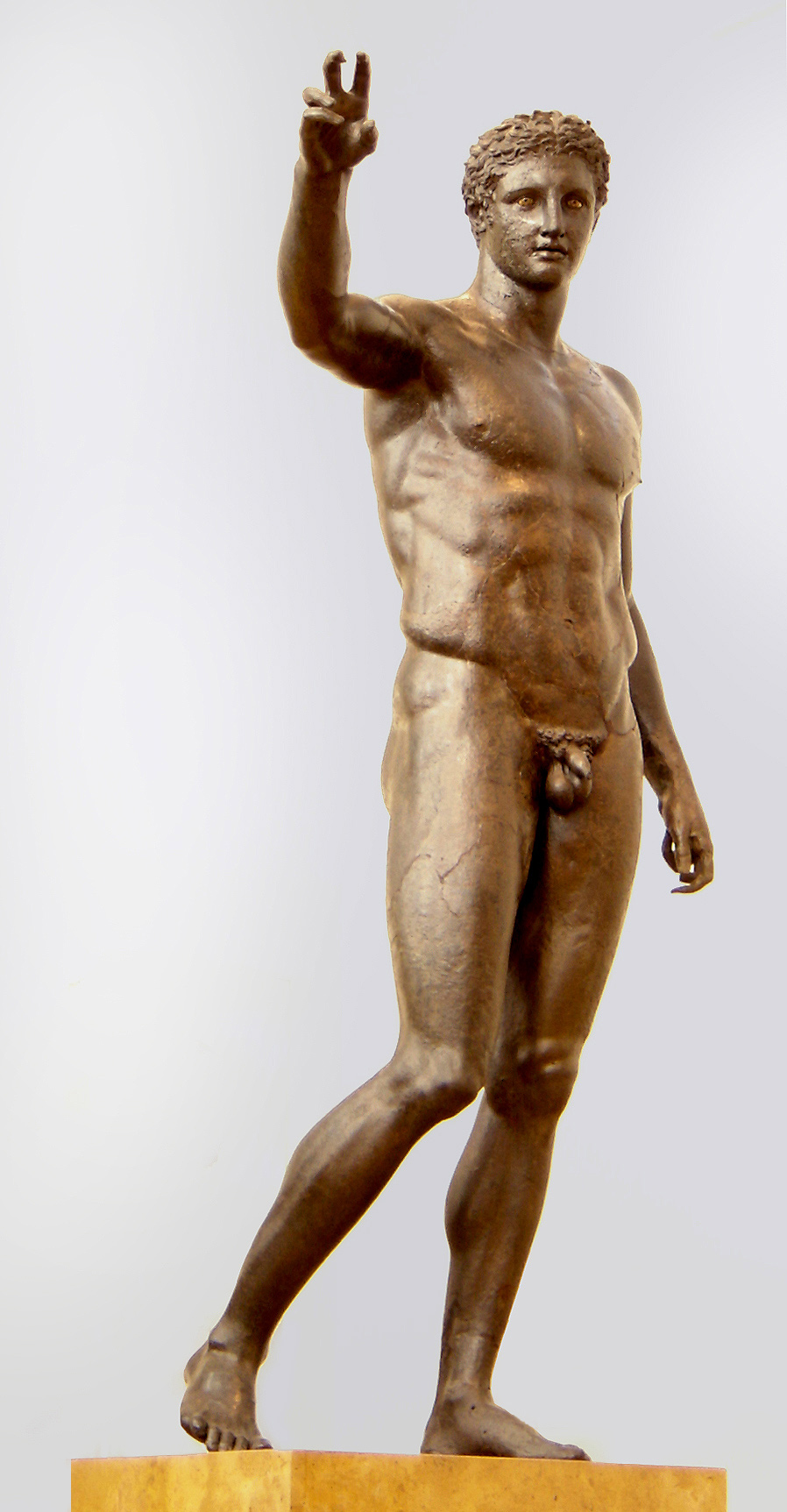
「アンティキティラの青年」

古代には、Aigila や Ogylos といった名前で呼ばれていた。
紀元前4世紀から紀元前1世紀にかけては、キリキアの海賊たちがこの島を根拠とし、グナエウス・ポンペイウスによる討伐を受けている。海賊たちの砦の遺跡は、現在も島の北東の断崖の上に見ることができる。
紀元前1世紀頃、島の沖合いで沈んだ「アンティキティラの沈没船」 (Antikythera wreck) からは、古代の複雑な歯車式機械として知られる「アンティキティラ島の機械」や、青銅像「アンティキティラの青年」 (Antikythera Ephebe) が発見された。

## 行政区画
アンティキティラ島は、行政上はアッティカ地方に属する。アッティカ地方の中では、その中心となるアテネ首都圏から最も遠くに離れた島である。

### 旧自治体（ディモティキ・エノティタ）
アンティキティラ島は、カリクラティス改革（2011年1月施行）以前は単独の自治体・アンディキティラ村（Κοινότητα Αντικυθήρων）であったが、改革以後はキティラ市（Δήμος Κυθήρων）に属する行政区（ディモティキ・エノティタ）・アンディキティラ地区（Δημοτική ενότητα Αντικυθήρων）となっている。
表中の Κ.δ. は Κοινοτικό Διαμέρισμα の略であり、カポディストリアス改革による統廃合（1999年1月施行）以前の旧自治体に由来する区画である。[　] 内は人口（2001年国勢調査）を示す。
| - Κ.δ. Αντικυθήρων アンディキティラ [ 44 ] - ο Ποταμός ポタモス [ 18 ] - τα Γαλανιανά [ 17 ] - τα Χαρχαλιανά [ 9 ] |

## 交通
島の北端のポタモスに港がある。
この島には、アテネのピレウス港とクレタ島のキサモスを結ぶフェリーが不定期に寄港する。

## 人物

### おもな出身者
- アンドレアス・アナグノースタキス（英語版） (1826 - 1897) - ギリシャの医師